# برونو آلکساندر رودریگز
برونو آلکساندر رودریگز (به پرتغالی: Bruno Alexandre Rodrigues) مهاجم اهل برزیل است که در شهر ایالت سائوپائولو و در تاریخ ۶ فوریهٔ ۱۹۸۹ به دنیا آمده‌است.
برونو آلکساندر رودریگز در تیم‌های فوتبال Ventforet Kofu سابقهٔ حضور دارد.